# Albrecht Manuel

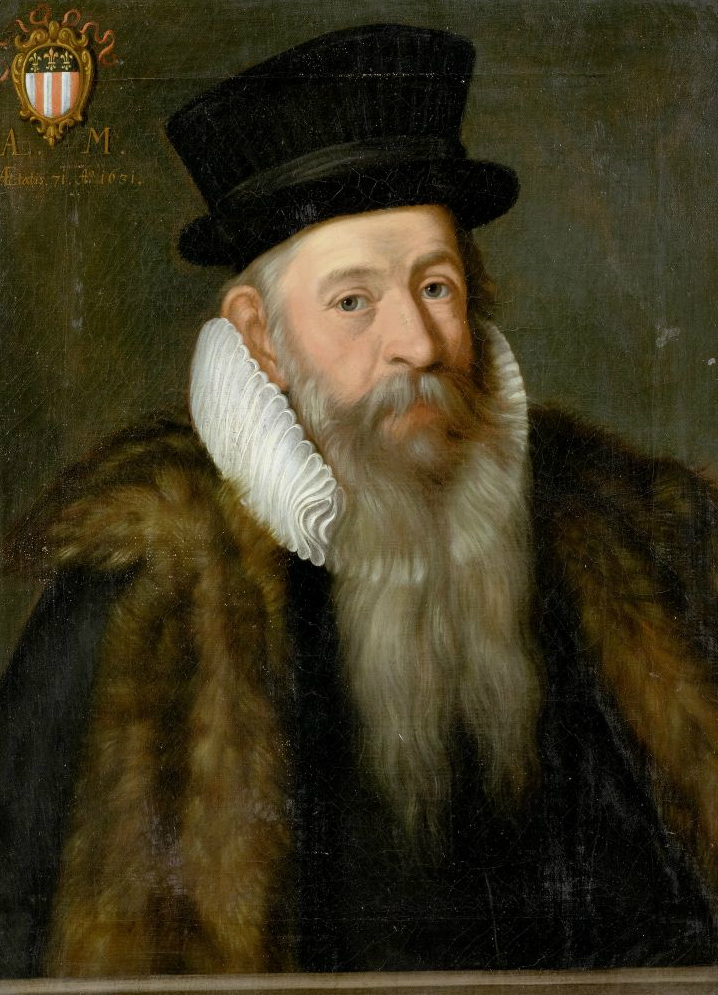
Anonym, Bildnis Albrecht Manuel (1631)

Albrecht Manuel (* 2. November 1560 in Bern; † 11. August 1637 ebenda) war Schultheiss von Bern und Herr zu Cronay.

## Leben
Albrecht Manuel wurde als Sohn des Niklaus Manuel und der Ursula Vogt und als Enkel des Malers Niklaus Manuel geboren. 1578 wurde er Stellvertreter in der Stadtkanzlei. Ab 1588 sass er im bernischen Grossen Rat, 1591 wurde er Mitglied des Geheimen Rates und Landvogt von Yverdon. 1595 wurde er Mitglied des Kleinen Rates und Venner zu Gerwern, seit 1597 Statthalter des Schultheissenamtes und von 1600 bis 1632 Schultheiss von Bern.
Zu seinen vielen Missionen gehörte 1590 die Vermittlung eines Friedens zwischen Genf und Savoyen. Auf der Tagsatzung 1612 der Alten Eidgenossenschaft bekämpfte er die Ansprüche Savoyens auf Genf und die Waadt und erreichte 1617, dass Savoyen gemäss Lausanner Vertrag von 1564 erneut auf die beiden Gebiete verzichtete und mit Bern ein Schutzbündnis abschloss, welches Genf einbezog. Im Wallis vertrat er die Interessen der Protestanten gegen die Rekatholisierung, die 1601 bis 1603 durch das Bündnis mit dem spanischen Mailand begünstigt und verstärkt wurde. 1603 bis 1621 setzte er sich in mehreren eidgenössischen Münzkonferenzen für die Währungsstabilität ein. Gegen den Fürstbischof von Basel konnte er 1612 die Erneuerung des Burgrechts Berns mit dem bündnerischen Münstertal zur Stützung der dortigen Reformierten durchsetzen. 1618 unterstützte er die Bürgerschaft Neuenburgs gegen ihren Herrn, den Herzog von Longueville, um das Gewohnheitsrecht einem neuen herzoglichen Landrecht vorzuziehen und beizubehalten. Während drei Jahrzehnten prägte Manuel die eidgenössische Politik im Sinne der reformierten Stände und diente danach weiter dem Staat Bern.

## Familie
1586 heiratete Manuel Ursula von Graffenried, eine Tochter des Niklaus von Graffenried. 1605 heiratete er die 55-jährige Witwe Magdalena Nägeli, eine Tochter des Hans Franz Nägeli, die zuvor mit Hans Steiger und Johann von Wattenwyl verheiratet gewesen war. Mit Ursula von Graffenried hatte er fünf Kinder:
- Niklaus Manuel (1587–1620), Vogt zu Chillon, verheiratet mit Rosina von Wattenwyl und mit Johanna Michel
- Johann Jakob Manuel (1589–1642), Vogt im Maggiatal und in Lenzburg, verheiratet mit Maria von Gingins
- David Manuel (1590–?)
- Kaspar Manuel (1591–1610), Fähnrich in französischen Diensten
- Jonas Manuel (1593–1603)